# Brothers (série télévisée, 1984)
Pour les articles homonymes, voir Brother.
Brothers est une série télévisée américaine de sitcom en cent quinze épisodes de 22 à 24 minutes diffusés sur Showtime entre le 13 juillet 1984 et le 5 mai 1989.

## Fiche technique
Sauf indication contraire, les informations mentionnées dans cette section peuvent être confirmées par la base de données cinématographiques IMDb,  présente dans la section « Liens externes ».
- Titre original : Brothers
- Réalisation : Shelley Jensen, Greg Antonacci, Philip Charles MacKenzie, Joel Zwick, Lee Shallat Chemel, Dick Martin, Jules Lichtman, Leonard R. Garner, Jr., Robert Walden, John Pasquin, Sam Weisman et Jerry Lewis
- Scénario : David Lloyd, Nick LeRose, Greg Antonacci, Rick Newberger, Stu Silver, Paul Chitlik, Jeremy Bertrand Finch, Lissa Levin, Timothy Williams, Jack Burns, Robert Walden et Gary Nardino
- Photographie : Mikel Neiers
- Musique : Dan Foliart et Howard Pearl
- Casting : Vicki Rosenberg, Jill Haberman, Helen Mossler, Mary Ann Barton, Holly Powell et Randy Stone
- Montage : Michaels Sachs, Manny Martinez, Roger Ames Berger et Richard Russell
- Décors : Sharon Thomas, Lynne Albright, Harry Gordon, Chuck Rutherford et Bob Intlekofer
- Costumes : Gordon Brockway, Sharlene Williams, Elaine Maser, Emma Trenchard, Roberta Newman, Robert L. Tanella, Toni Vitale, Lucinda Campbell, Deborah Squires, Betty M. Nowell et Robert Berdell
- Production : Shelley Jensen, Nick LeRose, Katherine Green, Don Van Atta, Stephen Neigher, Lissa Levin et Rick Newberger
  - Producteur délégué : Gary Nardino, Greg Antonacci et Stu Silver
  - Producteur associé : Suzy Friendly, Annette Shahakian Davis et Marie Connolly
  - Producteur superviseur : Joel Zwick
- Sociétés de production : Gary Nardino Productions, Paramount Pictures et Paramount Television Studios
- Société de distribution : Paramount Domestic Television
- Chaîne d'origine : Showtime
- Pays d'origine :  États-Unis
- Langue originale : anglais
- Genre : Sitcom
- Durée : 22 à 24 minutes

## Distribution

### Acteurs principaux
- Robert Walden : Joe Waters
- Paul Regina : Cliff Waters
- Brandon Maggart : Lou Waters
- Philip Charles MacKenzie : Donald Maltby
- Hallie Todd : Penny Waters
- Robin Riker : Kelly Hall
- Mary Ann Pascal : Samntha Brooke Waters
- Yeardley Smith : Louella Waters
- Tommy Hinkley : Jim Grant
- Timothy Williams : Mike Chandler
- Cathryn Hacker : Caroline Waters

### Acteurs secondaires et invités
- Bob Sweeney : Gilly Box
- James Avery : Bubba
- Billie Bird : Tante Wilhemena
- Jack Burns : Duke
- Shelley Berman : Marcus
- John Putch : Bucky Waters
- John Ingle : Homer Wallingbush III
- Andy García : Jose
- Carmine Caridi : Papa Waters
- Gary Allen : un mec dans le parc
- Leslie Easterbrook : professeure Victoria Karper
- Larry Hankin : Benedict
- Phil Morris : Bobo
- Robert Stack : Russell Maltby
- Wendie Jo Sperber : Connie
- Rebecca Balding : Janey Waters
- Joseph Mascolo : Howard Dovall
- Allan Rich : Dr Spelner
- David Roberts : M. Hurkiss
- John Furey : Winston March III
- Linda Carlson : Gail Montgomery
- Edward Albert : Tony Martin
- John Ashton : Agent Harris
- Claudia Wells : Sarah
- Amanda Blake : Carlotta
- Mary Woronov : Sophia Santini
- Ken Foree : Stonehand Wallsey
- Fran Ryan : Mme Murphy
- James Coco : Mel Roth
- Douglas Emerson : Harry
- Thomas Hill : Farnsworth
- Candy Clark : Candy
- Marion Ross : Mme Sonya
- Maia Brewton : Kit Montgomery
- Liz Sheridan : Zelda March
- Rose Marie : Mme Bobo
- Chuck Mitchell : Pudgy Stallone
- Lillian Müller : Charlotte
- Francine York : Mary Jane Hickey
- Meg Wyllie : Mme Gundmunsen
- Irwin Keyes : Guy
- Buck Young : Art Gonnella
- Lewis Arquette : M. Stoner
- Dan Frischman : Froggy
- Morey Amsterdam : M. Bobo
- Paxton Whitehead : Barnes
- James Sloyan : Dirk Parker
- Philip Proctor : un journaliste
- Julia Sweeney : la libraire
- Ray Walston : Guy
- Rick Ducommun : Chuckie Pappola
- Richard Carlyle : un avocat
- Garett Maggart : un livreur de pizza
- Matthias Hues : Thor
- Jane Badler : Phyllis
- Shera Danese : Pepe
- Terry Kiser : Bill Mento
- Lana Clarkson : Vanessa
- Alan Rachins : un homme
- Leo Rossi : Paul
- Paul Provenza : un homme
- Gretchen Wyler : Ruth
- Tony De Santis : Maurice
- Todd Field : Walter
- Jerry Lewis : lui-même
- Dinah Manoff
- Richard Gilliland : Virgil
- Jon Cypher : M. Grant
- Paul Anka : lui-même
- Anita Gillette : Flo Waters
- Jonathan Schmock : Maître D'
- Al Ruscio : Oncle Charlie
- Steve Wynn : lui-même
- Dakin Matthews : l'avocat de la défense
- Noble Willingham : Carter Jefferson Book

## Épisodes

### Saison 1
1. The Wedding
2. You Brought a New Kind of Love to Me
3. Lizards Ain't Snakes
4. Mindless Passion
5. Fear of Flying
6. Monte Carlo Night
7. He Ain't Witty, He's My Brother
8. And Baby Makes Two
9. Fools Russian
10. Standards and Practices
11. Liza
12. It Only Hurts When I'm Gay
13. I Remember Papa
14. Happy Birthday Mel

### Saison 2
1. An Affair to Remember
2. Your Brother's Keeper
3. The Fourth Ball
4. Life's Too Short to Be Delicate
5. Donald's Old Flame
6. The Girl Most Likely
7. Donald's Dad
8. Le the Eagle Fly
9. The Proof Is in the PJs
10. A House Divided
11. The Sting
12. Happy Birthday, Baby Brother
13. To Play or Not to Play
14. The Greatest Story Never Told
15. Amongst My Souvenirs
16. Rhin Rhapsody
17. Donald's Air Force Blues
18. It Ain't Over Till It's Over
19. The Stranger
20. Father, Father
21. A Greasepaint Smile
22. Godzilla Meets Bambi
23. Gobba, Gobba
24. A Carnation by Any Other Name
25. The Shoop Shoop Shop

### Saison 3
1. Hairball Blues
2. Take Me Out of the Ball Game
3. Donald's Half-Sister
4. The Seduction of Lou
5. A Penny a Dance
6. Wake Me Up Before You Go Go
7. Blind Love
8. Brothers Three
9. The Song Remains the Same
10. The Play's the Thing
11. Harry and the Ogre of Ock
12. Mother's Day
13. Two-Timin' Man
14. If I Only Had a Watchamacallit
15. Goodbye, Cliffie
16. Joe Leaves This Old World Behind
17. Whose 'Golden Years' Is It, Anyway?: Part 1
18. Whose 'Golden Years' Is It, Anyway?: Part 2
19. Lay the Points
20. The Boxer
21. The Gang Who Could Shoot Straight
22. A Penny for Your Dreams
23. Iceman
24. Still Married After All These Years
25. Mi Casa Es Sewer Casa

### Saison 4
1. Wedding Bell Blues
2. What?
3. Chez Cliff
4. Love and Learn
5. Leave It to Cleavage
6. Fear of Heights
7. Cliff's Magic Recipe
8. On the Rebound
9. Old Man Waters
10. Home Is Where the Heart Is
11. Man's Choice
12. Starry, Starry Nightmare
13. Penny and the Hart Hat
14. Las Vegas Serenade: Part 1
15. The Point After No More?
16. Las Vegas Serenade: Part 2
17. One on One
18. The Farmer Always Rings Twice
19. Bachelor Father
20. Masquerade
21. Thanksgiving
22. Stolen Pleasures
23. Is the Caller There?
24. The Windsor War
25. There's a Lid for Every Pot

### Saison 5
1. Sittin' in a Tree
2. Barney, We Hardley Knew Ye
3. I'll Know When My Love Comes Along
4. L. A. Maltby
5. Hustle Up
6. But I Know What I Like
7. Moving Out
8. A Job Well Done
9. Two for the Seesaw
10. Nothin' Says Lovin
11. The Detour
12. Guardian Angels
13. A Study in Maltby
14. Nanny from Heaven
15. The Point After Bowling Team
16. Isn't It Romantic?
17. Three Infants and a Baby
18. Guarding the Nest
19. Inherit the Bar
20. Sam's Dad
21. Fantasy in Ebony
22. Big
23. Something Old, Something New
24. Wouldn't It Be Nice
25. The Road Yet Taken
26. I Remember But I Don't Like It